# EON Studio
 (mars 2024).
EON Studio est un logiciel 3D temps réel ainsi qu'un moteur 3D et physique qui permet de créer des applications 3D interactives publiables sur des systèmes immersifs de réalité virtuelle, Internet, et les plateformes mobiles Android et iOS. Il est édité par l'entreprise Californienne EON Reality. Il est possible d'ajouter des modules supplémentaires (effets visuels, importation CAD, support interaction Microsoft Kinect, réalité augmentée ...) pour les utilisateurs avancées.
Le logiciel est développé en C Sharp.